# Gutkowo
Gutkowo (deutsch Göttkendorf) ist ein Stadtteil im Nordwesten der kreisfreien Stadt Olsztyn (deutsch Allenstein) in der Woiwodschaft Ermland-Masuren, Polen. Er umfasst den östlichen Teil des einst selbständigen Dorfes Göttkendorf, für dessen westlichen Teil diese Selbständigkeit weiter besteht in dem Ort Gutkowo in der Gmina Jonkowo (Landgemeinde Jonkendorf), Powiat Olsztyński (Kreis Allenstein). Mit dem angrenzenden Dorf Gutkowo besteht Namensgleichheit aufgrund gemeinsamer Geschichte.

## Geographische Lage
|  |

Der Stadtteil Olsztyn Gutkowo erstreckt sich auf einer Fläche von 7,19 km² im nördlichen Westen der Stadt am Jezioro Ukiel (deutsch Okull-See), der umgangssprachlich auch Jezioro Krzywe genannt wird. Im äußersten Südwesten des Stadtteils befindet sich die Ortschaft Łupstych (Abstich).
Im Norden reicht Gutkowo an die Stadtgrenze, und im Osten hat der Stadtteil eine gemeinsame Grenze mit den Stadtteilen Redykajny (Redigkainen) und Likusy (Lykusen, 1938 bis 1945 Likusen). Im Süden begrenzt der Stadtteil Dajtki (Deuthen) den Stadtteil Gutkowo, und noch im Süden, dann aber auch im Westen reicht Gutkowo wieder bis an die Stadtgrenze.

## Geschichte/Beschreibung

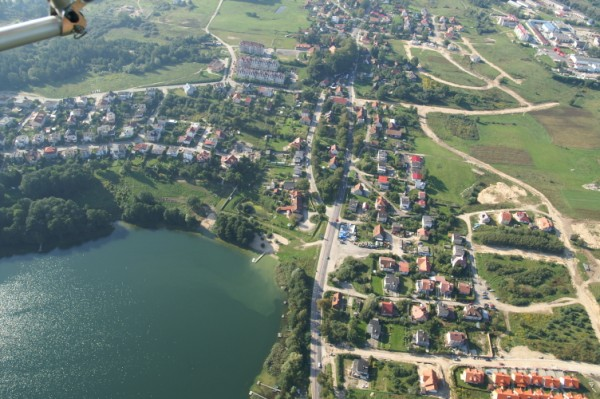
Blick auf Olsztyn Gutkowo aus der Vogelperspektive

Der Ort Göttkendorf wurde im Jahr 1352 gegründet. Im Jahre 1945 kam das Dorf mit dem gesamten südlichen Ostpreußen in Kriegsfolge zu Polen, wo es mit der polnischen Namensform „Gutkowo“ bis in die 1980er Jahre selbständig blieb, bevor der südliche und östliche Teil aufgrund von Strukturreformen in die Stadt Olsztyn eingemeindet wurden. Das gleichnamige Dorf, das an den Stadtteil grenzt, gehört zur Gmina Jonkowo (Landgemeinde Jonkendorf) im Powiat Olsztyński (Kreis Allenstein).
Ganz durch den Stadtteil Gutkowo zieht sich von Westen nach Osten die Magistrale ul. Bałtycka, die die Trasse bildet für die polnische Woiwodschaftsstraße 527 (einstige deutsche Reichsstraße 133). Von ihr zweigt in südliche Richtung die ulica Żurawia ab, die die kleine Ortschaft  Łupstych (Abstich) mit dem Stadtteilzentrum verbindet. An der Bałtycka befindet sich auch die alte Dorfkirche aus dem 14. Jahrhundert sowie der Bahnhof Olsztyn Gutkowo, dessen Gebäude allerdings mehr genutzt wird.
Im Stadtteil Gutkowo befindet sich die Realschule Maria Zientary-Malewska sowie  das Ausbildungszentrum der Landesfeuerwehr mit überregionaler Bedeutung. Besonders am Bereich des Uriel-Sees bieten sich zahlreiche touristische Einrichtungen.

## Kirche

### Römisch-katholisch

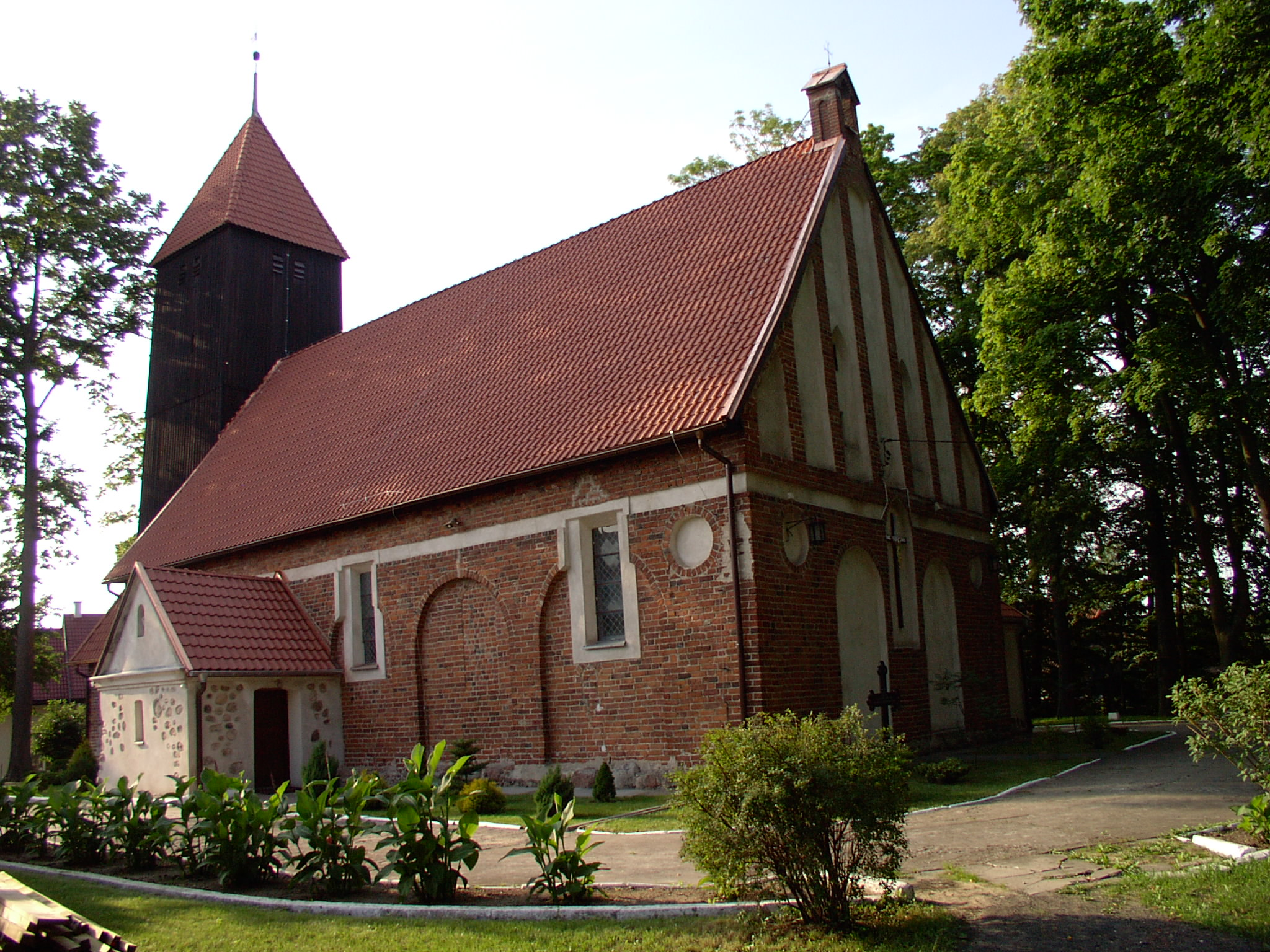
St.-Laurentius-Kirche in Olsztyn Gutkowo

Zu den Olsztyner Sehenswürdigkeiten gehört die römisch-katholische Kirche St. Laurentius, die im letzten Drittel des 14. Jahrhunderts gebaut wurde und zu den ältesten Kirchenbauwerken der Stadt gehört. Sie diente in erster Linie der Seelsorge für die Aussätzigen, die sich nicht im Stadtgebiet von Allenstein aufhalten durften. An der Südwand ist noch ein Teil des Fensters erhalten, durch das man den Unglücklichen damals die Kommunion reichte. Zunächst Filialgemeinde der St. Jakob-Kirche Allensteins wurde das damalige Göttkendorf am 7. März 1871 zu einer selbständigen Pfarrei erhoben.  Heute ist das Gotteshaus ein Bindeglied zwischen den katholischen Einwohnern des Dorfes Gutkowo und des Stadtteils Gutkowo. Es gehört zum Dekanat Olsztyn III - Gutkowo im Erzbistum Ermland.

### Evangelisch
Bis 1945 war die evangelische Kirche Allenstein zentrales Gotteshaus der evangelischen Einwohner von Göttkendorf. Sie gehörte zur Kirchenprovinz Ostpreußen der Kirche der Altpreußischen Union. Jetzt „Christus-Erlöser-Kirche“ genannt ist sie auch heute noch das kirchliche Zentrum der evangelischen Bewohner, nun aber der Diözese Masuren der Evangelisch-Augsburgischen Kirche in Polen zugehörig.

## Verkehr
Der Stadtteil Gutkowo verfügt mit mehreren Buslinien über eine gute Vernetzung innerhalb des Olsztyner Stadtgebiets.

### Straße
Mit der Woiwodschaftsstraße 527 verfügt der Stadtteil Olsztyn Gutkowo über eine sehr gute Verkehrsanbindung, sowohl in westlicher als auch in östlicher (Schnellstraße S 16) sowie nördlicher und südlicher (Schnellstraße S 51) Richtung.

### Schiene
Erst seit dem Jahre 2020 trägt der PKP-Bahnhof den Namen „Olsztyn Gutkowo“. Die Bahnstation  besteht seit 1884, zunächst nur an der heutigen Bahnstrecke Olsztyn–Bogaczewo. Im Bahnhof Olsztyn Gutkowo zweigt aber noch die Bahnstrecke Olsztyn Gutkowo–Braniewo ab, die allerdings im Streckenabschnitt bis Dobre Miasto (Guttstadt) nicht regulär befahren wird.